# Александра Георгиевна
Александра Георгиевна (30 август 1870 – 21 септември 1891) е гръцка и датска принцеса и велика руска княгиня, съпруга на великия княз Павел Александрович, син на руския император Александър II.

## Живот
Александра е родена на остров Корфу, Гърция, като принцеса Александра Шлезвиг-Холщайн-Сондербург-Глюксбург. Тя е дъщеря на гръцкия крал Георгиос I и великата руска княгиня Олга Константиновна. Сестра е на гръцкия крал Константинос I и леля на Филип, херцог на Единбург.
През 1889 г. в Санкт Петербург тя се омъжва за великия княз Павел Александрович. Двамата имат две деца.
В седмия месец на своята последна бременност великата княгиня Александра Георгиевна излиза на разходка с приятели по брега на река Москва и пада, докато се опитва да скочи в лодка, закотвена на брега. На следващия ден, по време на бал, великата княгиня получава силни болки, причинени от активността ѝ предишния ден. Великата княгиня ражда сина си, изпада в кома и умира шест дни по-късно.
Съпругът ѝ по-късно се жени повторно.

## Деца
- Великата княгиня Мария Павловна
- Великият княз Дмитрий Павлович

## Титли
- Нейно Кралско Височество принцеса Александра Гръцка и Датска
- Нейно имперско Височество великата княгиня Александра Георгиевна